# René Nourrisson
 (octobre 2013).
Si vous disposez d'ouvrages ou d'articles de référence ou si vous connaissez des sites web de qualité traitant du thème abordé ici, merci de compléter l'article en donnant les références utiles à sa vérifiabilité et en les liant à la section « Notes et références ».
René Nourrisson (vers 1610 - vers 1650) est un peintre français, spécialiste de la nature-morte.
Peintre ordinaire du roi, il apparait dans les états de la maison du roi en 1644 et 1645. Le 6 août 1646, il épouse Anne Duchastel, fille du peintre Nicolas Duchastel, avec qui il a deux fils.

## Liste des œuvres
- Nature morte à la corbeille de pommes, collection particulière
- Panier de pêches et coupe de fraises, collection particulière